# Dasypogon rufiventris
Dasypogon rufiventris là một loài ruồi trong họ Asilidae. Dasypogon rufiventris được Wiedemann miêu tả năm 1821. Loài này phân bố ở vùng Tân nhiệt đới.